# 圣多默堂 (托莱多)

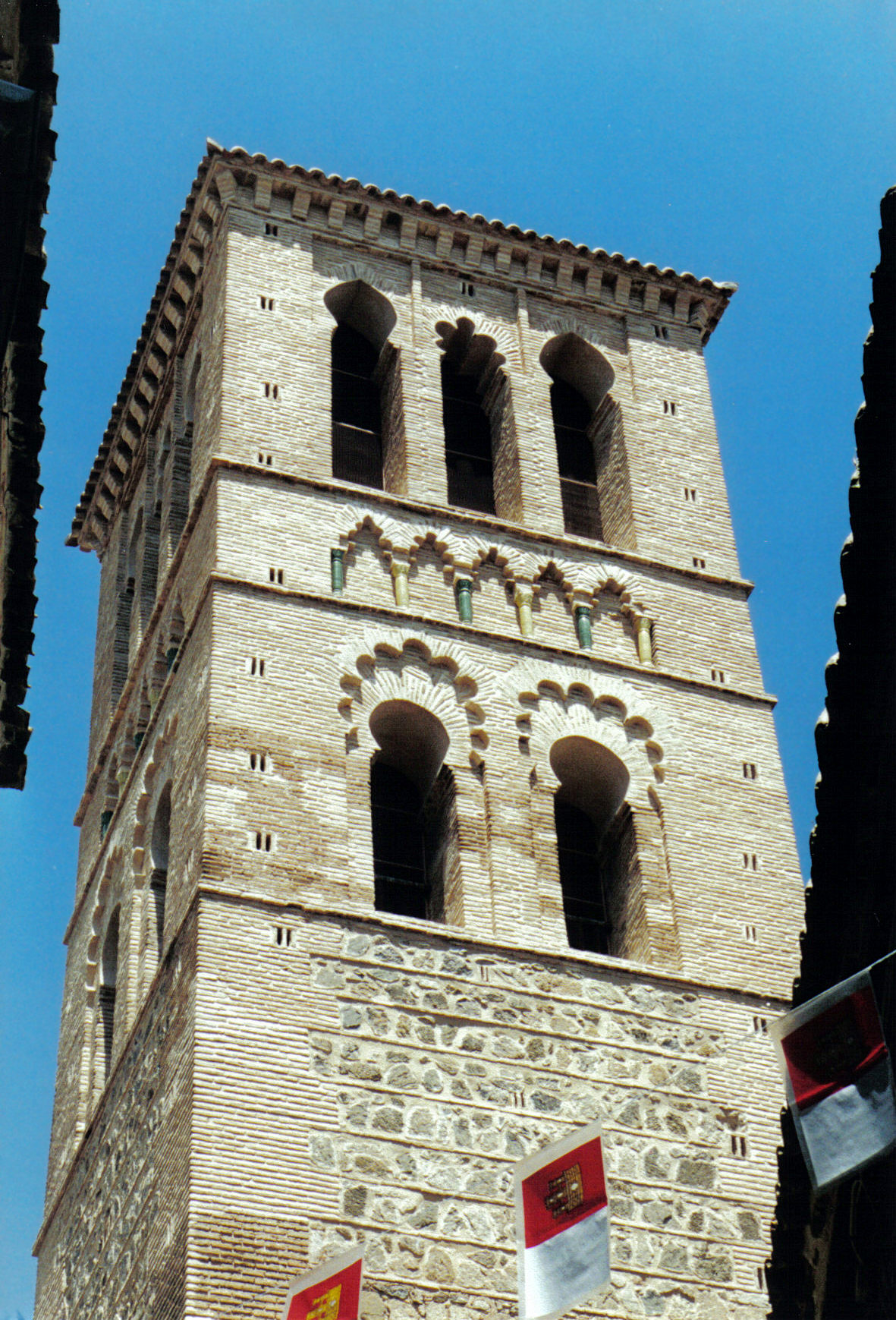
圣多默堂的方形钟楼

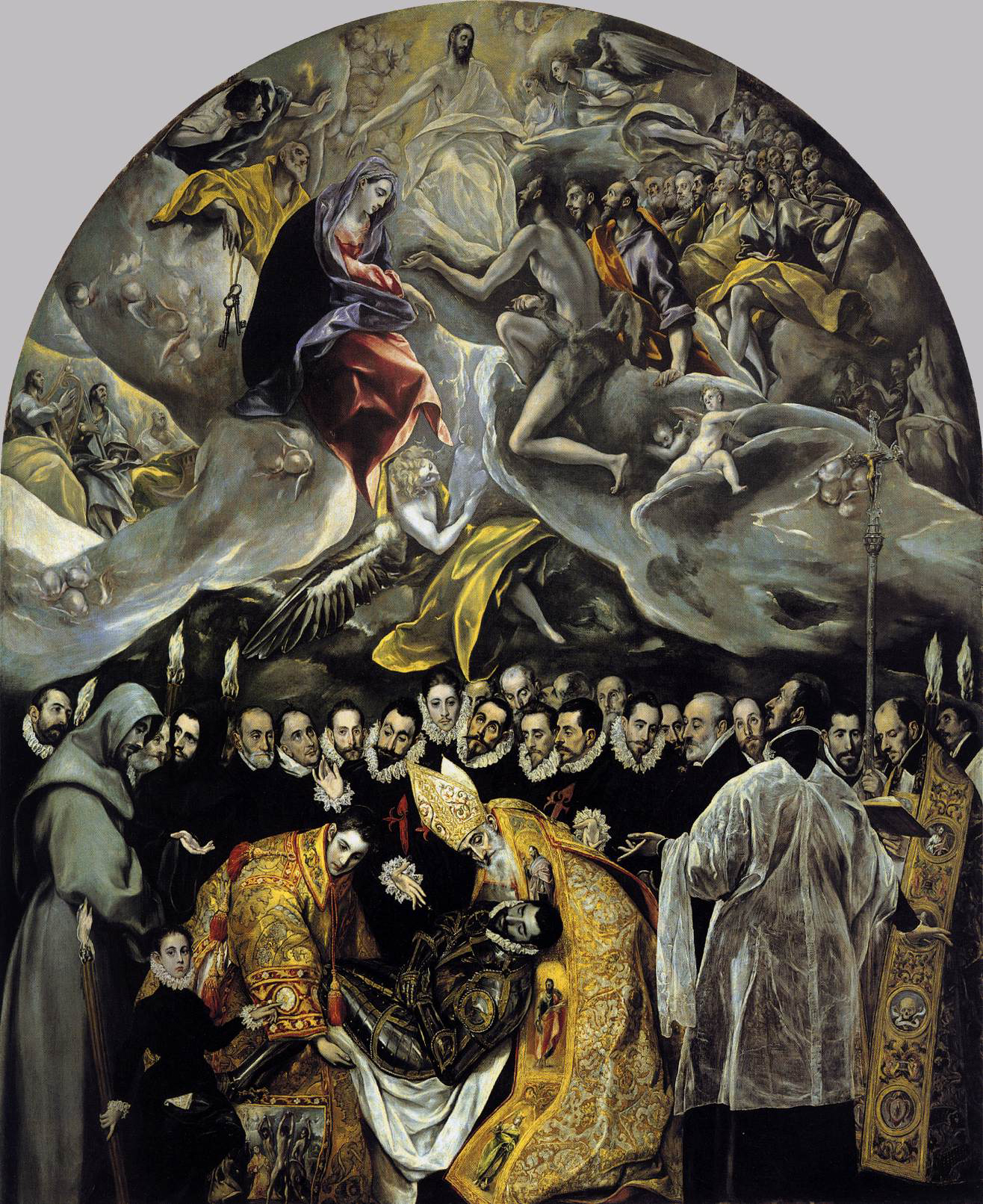
《奥尔加斯伯爵的葬礼》

圣多默堂（Iglesia de Santo Tomé）位于西班牙中部古都托莱多的历史中心，供奉圣多默。卡斯蒂利亚国王阿方索七世征服该市后，将一座11世纪清真寺改为天主教堂。12世纪已见于记载。原清真寺建筑并未进行重大改建。但是到14世纪初，原清真寺建筑毁坏，于是彻底重建，原叫拜楼改建为穆德哈尔风格的方形钟楼。 后殿有格雷考的名画《奥尔加斯伯爵的葬礼》。